# ریوهو کیکوچی
ریوهو کیکوچی (ژاپنی: 菊池 流帆؛ زادهٔ ۹ دسامبر ۱۹۹۶) یک بازیکن فوتبال اهل ژاپن است.
از باشگاه‌هایی که در آن بازی کرده‌است می‌توان به باشگاه فوتبال رینوفا یاماگوچی و باشگاه فوتبال ویسل کوبه اشاره کرد.